# Hemileuca stonei
Hemileuca stonei is een vlinder uit de onderfamilie Hemileucinae van de familie nachtpauwogen (Saturniidae).
De wetenschappelijke naam van de soort is voor het eerst geldig gepubliceerd door Claude Lemaire in 1993.